# ميخائيل روجرز
ميخائيل روجرز (بالإنجليزية: Michael Rogers)‏ هو صحفي أمريكي، ولد في 12 نوفمبر 1963 في سوفرن في الولايات المتحدة.